# 吉本光希
吉本 光希（よしもと こうき）は、日本の生物学者（植物分子細胞生物学・植物生理学）。学位は博士（食品栄養科学）（静岡県立大学・2001年）。明治大学農学部・大学院農学研究科准教授。

## 来歴

### 生い立ち
静岡県清水市出身。清水市と静岡市との市境にある静岡県立大学に進学し、食品栄養科学部の食品学科にて学んだ。1995年、静岡県立大学を卒業した。大学卒業後は、そのまま静岡県立大学の大学院に進学し、生活健康科学研究科の食品栄養科学専攻にて学んだ。1997年、静岡県立大学の大学院における博士前期課程を修了した。2001年、静岡県立大学の大学院における博士後期課程を単位取得退学した。ただし、博士論文として『Mechanisms and engineering of transcription of photosynthesis genes encoded in the chloroplast genome』を提出し、同年9月28日に静岡県立大学より博士（食品栄養科学）の学位を取得した。

### 研究者として
2001年、岡崎国立共同研究機構が設置する基礎生物学研究所にて、博士研究員として勤務することになった。大学院生の頃に細胞のオートファジーの論文を読んで興味を覚えたことから、オートファジーを研究していた大隅良典の主宰する研究室に所属した。大隅の下で、植物のオートファジーについての研究を始めた。2004年、岡崎国立共同研究機構は文部科学省の施設等機関である国立天文台、核融合科学研究所と統合再編され、大学共同利用機関法人である自然科学研究機構が発足したが、引き続き基礎生物学研究所に勤務を続けた。2007年、独立行政法人である理化学研究所に転じ、基礎科学特別研究員となった。2010年からは、理化学研究所の植物科学研究センターにて研究員を務めた。その後、フランスに渡り、2011年よりフランス国立農学研究所にてINRA Package研究員を務めた。その後、日本に帰国し、明治大学にて農学部の准教授に就任した。農学部においては、主として生命科学科の講義を担当しており、環境応答生物学研究室を受け持っている。また、明治大学の大学院においては、農学研究科の准教授を兼務している。農学研究科においては、主として生命科学専攻の講義を担当している。

## 研究
専門は生物学であり、特に植物分子細胞生物学や植物生理学といった分野の研究に従事した。静岡県立大学の大学院生の頃は、小林裕和の指導の下で、植物の葉緑体の研究に取り組んでいた。しかし、基礎生物学研究所で大隅良典が主宰する研究室に所属してからは、植物のオートファジーについての研究に取り組んだ。白須賢らとの共同研究にて、植物のオートファジーには、植物ホルモンの一種であるサリチル酸による情報伝達を制御することで老化や病原菌感染時の細胞死を抑制するはたらきがあることを明らかにした。これは世界で初めての発見となった。

## 略歴
- 1995年 - 静岡県立大学食品栄養科学部卒業[2]。
- 1997年 - 静岡県立大学大学院生活健康科学研究科博士前期課程修了[2]。
- 2001年 - 静岡県立大学大学院生活健康科学研究科博士後期課程単位取得退学[2]。
- 2001年 - 基礎生物学研究所博士研究員[1][2]。
- 2007年 - 理化学研究所基礎科学特別研究員[2]。
- 2010年 - 理化学研究所植物科学研究センター研究員[2]。
- 2011年 - フランス国立農学研究所INRA Package研究員[2][4]。

## 著作

### 共著
- 日本植物学会編『植物学の百科事典』丸善出版、2016年。ISBN 9784621300381

### 註釈
1. ↑  のちに静岡県清水市は旧静岡市と新設合併し、新たに静岡市が発足した。
2. ↑  のちに静岡県立大学食品栄養科学部の食品学科は改組され、新たに食品生命科学科が発足した。
3. ↑  のちに静岡県立大学大学院の生活健康科学研究科は薬学研究科と統合再編され、新たに薬学研究院、食品栄養環境科学研究院、薬食生命科学総合学府が発足した。食品栄養科学専攻は薬食生命科学総合学府に置かれている。
4. ↑  のちに理化学研究所は、独立行政法人から国立研究開発法人に改組された。

## 関連人物
- 大隅良典
- 小林裕和 (生物学者)